# Chloressigsäuremethylester
Chloressigsäuremethylester ist eine chemische Verbindung aus der Gruppe der  chlorierten Carbonsäureester.

## Gewinnung und Darstellung
Chloressigsäuremethylester kann durch Veresterung aus Chloressigsäure und Methylalkohol dargestellt werden.

## Verwendung
Chloressigsäuremethylester wird als Zwischenprodukt zur Herstellung von Pharmazeutika (Antiphlogistika, Vitamin B2, Barbiturate), Pflanzenschutzmittel (Dimethoate), Malonsäureester-Derivate, Riechstoffe und Heterocyclen verwendet. Es wird auch zur Kondensation mit Harnstoff-Derivaten und als Lösungsmittel sowie als Geschmacks- und Duftstoff eingesetzt.

## Sicherheitshinweise
Die Dämpfe von Chloressigsäuremethylester können mit Luft ein explosionsfähiges Gemisch (Flammpunkt 47 °C, Zündtemperatur 465 °C) bilden. Außerdem ist die Verbindung stark giftig.